# Ust-Lópiu
Ust-Lópiu (en rus: Усть-Лопъю) és un poble (un possiólok) de la República de Komi, a Rússia, segons el cens del 2010 tenia 259 habitants.